# Habenaria saprophytica
Habenaria saprophytica är en orkidéart som beskrevs av Jean Marie Bosser och Phillip James Cribb. Habenaria saprophytica ingår i släktet Habenaria och familjen orkidéer. Inga underarter finns listade i Catalogue of Life.